# Siete años en el Tíbet (película)
Siete años en el Tíbet (título original en inglés: Seven Years in Tibet) es una película estadounidense de drama histórico estrenada en 1997 y basada en el libro del alpinista austríaco Heinrich Harrer de 1953, en el que se narran sus experiencias en el Tíbet entre 1944 (fin de la Segunda Guerra Mundial) y 1950 (entrada del Ejército de Liberación Popular de China en el Tíbet). Fue dirigida por Jean-Jacques Annaud y contó con las actuaciones de Brad Pitt y David Thewlis.

## Argumento
Heinrich Harrer es un famoso alpinista austriaco que participa junto con un equipo de alpinistas, liderados por Peter Aufschnaiter, en la conquista de la cima del monte Nanga Parbat, en nombre de la Alemania nazi. Tras descender del monte sin haber cumplido la misión, estalla la Segunda Guerra Mundial. En el descenso, la totalidad del equipo es capturado por soldados ingleses presentes en territorio indio y sus integrantes son llevados a un campo de prisioneros.
Harrer intenta escapar en diversas ocasiones hasta que lo consigue con la ayuda de un ingenioso plan con algunos de sus compañeros, entre ellos Peter Aufschnaiter, y decide dirigirse solo en dirección hacia el Tíbet. Harrer es definido como un hombre egoísta y lleno de orgullo, pero a lo largo de la película escribe cartas a su hijo que nace mientras él se encuentra en cautiverio. Este egoísmo le lleva por caminos duros que van modificando poco a poco su forma de ver y apreciar el mundo. Ha de robar comida, incluso a perros, para subsistir viviendo en la más absoluta miseria. 
Finalmente consiguen internarse en el Tíbet, llegando a la capital, Lhasa, y obteniendo un permiso para vivir allí. Eran una excepción debido a que en el Tíbet no se permitía la entrada a extranjeros. Harrer continúa escribiendo a su hijo, aunque ya se ha divorciado de su mujer y ésta ha iniciado una relación con un amigo de la pareja. Peter, mientras tanto, se ha casado con una modista tibetana que en un principio interesó a los dos amigos. Ambos han conseguido cierta estabilidad en sus vidas, pero la vida de Harrer da un giro inesperado cuando el Dalái lama, un niño considerado líder espiritual del Tíbet, se interesa por conocerle.
Harrer se convierte en el mejor amigo del Dalái lama, quien desea sacar todos los conocimientos del mundo exterior que le pueda aportar el alpinista austriaco.
China, en su lucha por la expansión, demanda al Tíbet que se considere territorio chino, pero los dirigentes de este pequeño país aislado del mundo se niegan rotundamente, iniciando una guerra; la cual pierden los tibetanos debido a que no eran hombres de guerra, eran hombres que habían nacido para y por la paz, pero esto poco les importó a los dirigentes chinos. Harrer se siente avergonzado de ver con claridad aquellos ideales que un día defendió.
El Dalái lama es declarado en su poder absoluto sobre el Tíbet por el pueblo, y Harrer sabe del peligro que esto supone para su pequeño y joven amigo; por eso decide intentar huir con él, pero el Dalái lama le aconseja que se preocupe por su verdadero hijo, que busque la paz en él y que vuelva a Austria. Harrer sigue aquellos consejos y vuelve a Austria para convertirse en el padre de su hijo, y colocar en un futuro la bandera del Tíbet en el Everest.

## Reparto
- Brad Pitt como Heinrich Harrer
- David Thewlis como Peter Aufschnaite
- B.D. Wong como Ngawang Jigme
- Mako como Kungo Tsarong
- Danny Denzongpa como Regente
- Victor Wong como "Amban" chino
- Ingeborga Dapkunaite como Ingrid Harrer
- Jamyang Jamtsho Wangchuk como dalái lama a los 15 años
- Sonam Wangchuk como dalái lama a los 8 años
- Dorjee Tsering como dalái lama a los 4 años
- Jetsun Pema (hermana en la vida real del dalái lama) como madre del dalái lama

## Producción
La producción de la cinta se basó en las memorias escritas por el mismo Heinrich Harrer, donde los temas de la redención y el autodescubrimiento son una piedra angular. La película se rodó en los Andes y las Rocosas de Canadá.
Entre otros lugares, la cinta fue filmada en Mendoza, y en la estación de ferrocarril de la La Plata, Argentina, y la música fue compuesta por John Williams. La película fue producida por Mandalay Entertainment Productions.